# Anna Vjachireva
Anna Viktorovna Vjachireva (ryska: Анна Викторовна Вяхирева), född 13 mars 1995 i Volgograd, är en rysk handbollsspelare. Hon är lillasyster till handbollsspelaren Polina Kuznetsova.

## Karriär

### Klubblagsspel
Hon är vänsterhänt och spelar i anfall som högersexa eller oftast numera högernia. Hennes spelstil är att hon har ett bra skott, har mycket gott spelsinne och är spelfördelare i kontringar. I uppställt anfallsspel har hon en mycket snabb stegisättning, som hon kan utföra åt båda hållen och hon är svårstoppad. Hon vann assistligan i VM i Japan 2019 med 62 assist. Började spela i ryska ligan 16 år gammal 2011 i Zvezda Zvenigorod och spelade kvar där i tre år innan hon bytte klubb till GK Astrachanotjka. Hon bytte sedan till den ryska klubben Rostov Don. Med Rostov Don har hon spelat final i Champions League 2019 som klubben förlorade mot Györ.ETO KC. Hon är också rysk mästare med klubben. 2022 skrev hon på för norska topplaget Vipers Kristiansand. Med Vipers vann hon Norska cupen, Norska ligan och EHF Champions League 2022/23.

### Landslagsspel
Debut i landslaget 18 år gammal 2013. Hon hade dessförinnan vunnit EM-guld med ryska U17 landslaget 2011 och EM-guld igen med ryska U-19 landslaget 2013. Redan 2009 tog hon silver i U-17 EM 14 år gammal. Hon har också ett silver från U-18 VM 2012. Hon fick sitt internationell genombrott i OS 2016 där hon utsågs till turneringens mest värdefulla spelare (MVP), då Ryssland vann guld. Hon har sedan imponerat i flera internationella mästerskap och blivit utsedd till MVP och uttagen i världslaget fler gånger. Hon vann en  silvermedalj i OS 2020 i Tokyo efter förlust i finalen till Frankrike.

## Individuella utmärkelser
- Turneringens mest värdefulla spelare (MVP) vid OS 2016
- Turneringens högernia i All-Star Team + Mest värdefulla spelare (MVP) vid OS 2020[7]
- Turneringens mest värdefulla spelare (MVP) vid EM 2018[8][9]
- Turneringens högernia i All-Star Team vid VM 2019